# Limite di rivelabilità

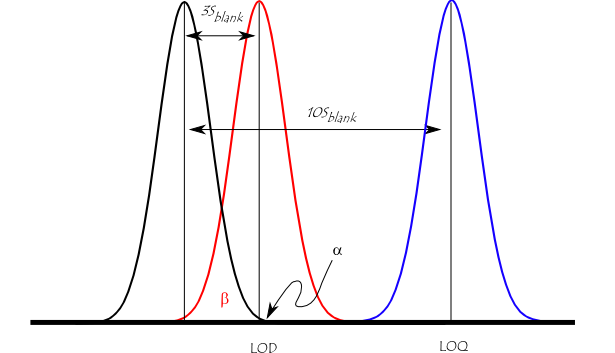
Limite di rivelabilità (LOD) e Limite di quantificazione (LOQ)

 Nell'analisi chimica, il limite di rivelabilità, indicato comunemente con le sigle inglesi DL e LOD (rispettivamente detection limit e limit of detection), è il valore misurato, ottenuto con una procedura di misura assegnata, per il quale la probabilità di dichiarare erroneamente l'assenza di una componente costituente un materiale è β, essendo data la probabilità α di dichiarare erroneamente la sua presenza .

## Significato
Il limite di rivelabilità si presenta come un test statistico di ipotesi (decidere, per esempio, se una piccola onda in un tracciato cromatografico sia un picco o un artefatto) e sembra richiedere come concetti aggiuntivi quelli di errore di I e di II tipo e i parametri α e β che caratterizzano tali errori.  In assenza di altre indicazioni, la IUPAC raccomanda valori di α e β uguali a 0,05. Definizioni intuitive di limite di rivelabilità possono essere: «la minima quantità misurabile dalla quale è possibile dedurre la presenza dell'analita con ragionevole certezza statistica, almeno il 95% per le sostanze non autorizzate», oppure «la massima concentrazione di un analita che non può essere distinta significativamente da zero».
Fra mezzi utilizzati per calcolare il limite di rivelabilità si ricordano:
- rapporto segnale/rumore
- la misura della variabilità della linea basale
- l'uso di bianchi, ossia di materiali privi dell'analita
- (più frequentemente) l'uso della curva di taratura

Il limite di rivelabilità è la più bassa concentrazione di analita in un campione che può essere rivelata nelle condizioni sperimentali del metodo, ma non necessariamente quantificata.
Il limite di rivelabilità è la minima concentrazione di analita che produce un segnale diverso da quello del bianco, ovvero la concentrazione corrispondente al minimo segnale significativo (Ss).
Ss è un segnale attribuito all'analita,vicino e differente da quello del bianco (almeno tre volte maggiore del rumore di fondo).
Il bianco è una soluzione in cui l'analita è assente.
La linea del cromatogramma del bianco sembra essere dritta, invece risulta esserci il rumore di fondo.
Si può considerare un segnale significativamente diverso dal rumore di fondo quando verrà iniettata, in maniera crescente, una minima concentrazione di analita che darà un segnale almeno tre volte maggiore del rumore di fondo.
Il LOD è anche usato per definire un altro parametro: il LOQ (limite di quantificabilità), cioè la più bassa concentrazione di analita in un campione che può essere determinata quantitativamente con accuratezza e precisione.
Solitamente la differenza tra LOQ e LOD è come minimo sette volte la deviazione standard del segnale del bianco.